# Lene Demsitz
Lene Stokholm Demsitz (Humlebæk) (Jørgensen) (8. marts 1959, Bregnet, Rønde -) er en tidligere dansk længdespringer, som stillede op for Hundested AF (-1980) Københavns IF 1981 Sparta Atletik 1982-. Hun har deltaget ved både EM og VM. 
Hendes personlige rekord er 6.72 meter, hvilket hun sprang i august 1985 i Budapest.
Hendes bedste internationale placering var ved indendørs VM i 1985, hvor hun sprang 6.38 meter og sluttede som nr. 4.
Deltog ved Sommer-OL 1988 i Seoul og blev nummer 12 i længdespring.